# Tempio della Vittoria (Milano)
(Iscrizione sul fronte del monumento)
Il Tempio della Vittoria, o anche Sacrario dei Caduti Milanesi o Monumento ai caduti, è un complesso monumentale situato in largo Agostino Gemelli fra la zona absidale della basilica di Sant'Ambrogio e la sede dell'Università Cattolica del Sacro Cuore, nel centro di Milano. Viene gestito dall'Unità Cimiteri 3, l'ente municipale che gestisce il Cimitero Monumentale.

## Storia

Il Tempio della Vittoria nei primi anni trenta con i fasci littori ancora presenti ai lati del colonnato

Il monumento, dedicato dalle Associazioni Combattentistiche alla memoria dei milanesi caduti durante la Grande Guerra, fu costruito su progetto dell'architetto Giovanni Muzio con la collaborazione di Alberto Alpago Novello, Tomaso Buzzi, Ottavio Cabiati e Gio Ponti fra il 1927 e il 1930 e venne inaugurato il 4 novembre 1928 con una grande cerimonia in cui il Duca d'Aosta, comandante della 3ª Armata del Regio Esercito durante la prima guerra mondiale, lesse alla enorme folla presente, composta soprattutto da reduci, il testo del Bollettino della Vittoria del 1918. Sul sagrato del Tempio era collocato il gruppo scultoreo in gesso di Libero Andreotti dal titolo Ritorno dopo la vittoria, poi non fuso in bronzo.
Gravemente danneggiato durante i pesanti bombardamenti su Milano del 1943, fu ricostruito, e nel 1973 venne ampliato con il grande Sacrario che si sviluppa su tre piani sotterranei su progetto di Mario Baccini e che contiene diecimila nomi di caduti scolpiti in bronzo e dove, in un ossario, sono tumulati i resti dei caduti milanesi della grande guerra, tra i quali Franco Scarioni ed Edoardo Colombo, ma anche personaggi come Vincenzo Basilisco, vice brigadiere della R.S.I. ucciso dai G.A.P., ed Enrico Torchio, partigiano che faceva spionaggio per gli inglesi, ucciso la mattina della Liberazione.

## L'architettura e i simboli

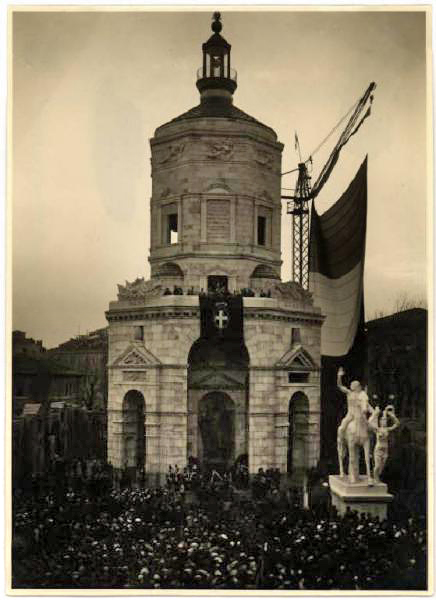
L'inaugurazione del Tempio il 4 novembre 1928; a destra l'opera di Libero Andreotti

Il tempio fu inaugurato il 4 novembre 1928 in occasione del primo decennale della fine della Prima guerra mondiale e della Vittoria contro gli Austriaci -evento da cui deriva il nome del monumento- ottenuta il 4 novembre 1918.
Il complesso sorge su impianto ottagonale delimitato da un recinto di pietra nera che ripropone le medesime misure e il medesimo orientamento dell'atrio della Basilica di Sant'Ambrogio ed è concepito in un percorso simbolico e allegorico preciso e onnipresente. È edificato in marmo bianco di Musso, continuazione di una tradizione espressa nelle colonne di San Lorenzo e del Duomo; anche nella scelta del luogo ove il tempio sorge si riconosce la simbologia che accompagna tutta la struttura: il luogo è infatti quello dove anticamente, nei pressi della basilica di Sant'Ambrogio, si trovava il cœmeterium ad martyres - il cimitero dei martiri - dell'epoca paleocristiana a cui si ricollegano idealmente i soldati martiri della Grande Guerra. Una grande statua in bronzo e dorature alta quattro metri e mezzo in cui viene raffiguratoSant'Ambrogio che calpesta i sette vizi capitali, opera bronzea del 1928 di Adolfo Wildt, è posta all'ingresso del mausoleo.
Gli otto lati della costruzione sono orientati in direzione delle otto porte di Milano a ricordare le vie attraverso le quali i soldati lasciarono la città per unirsi alle truppe italiane; i quattro lati principali, occupati da quattro grandi archi a tutto sesto, recano simboli in forma di rilievo e di gruppi scultorei dedicati a ciascuno dei quattro anni di durata della guerra, con i nomi delle grandi battaglie sostenute dalle Forze Armate e la cui terra dei campi di battaglia è conservata in urne di pietra nera poste fra una nicchie e l'altra; i quattro lati secondari, invece, simboleggiano i quattro elementi naturali - terra, acqua, fuoco, aria - e sono occupati da nicchie ad arco più piccole sormontate da timpani triangolari di impostazione classica.